# Fourqueux
Fourqueux war eine französische Gemeinde mit 4.019 Einwohnern (Stand: 1. Januar 2022)  im Département Yvelines in der Region Île-de-France. Die Einwohner werden Foulqueusiens genannt.
Der Erlass vom 20. Dezember 2018 legte mit Wirkung zum 1. Januar 2019 die Eingliederung von Fourqueux als Commune déléguée zusammen mit der früheren Gemeinde Saint-Germain-en-Laye zur neuen Commune nouvelle Saint-Germain-en-Laye fest.

## Geografie
Fourqueux liegt etwa 25 Kilometer vom Stadtzentrum entfernt am westlichen Rand der Unité urbaine von Paris. Der Ort liegt am Hang einer leichten Anhöhe über dem nahen Seine-Tal mit Blick über den Nachbarort Saint-Germain-en-Laye. Im Westen schließt sich unmittelbar der Forêt Domaniale de Marly-le-Roi an, ein Waldgebiet mit zahlreichen Wanderwegen, das sich über mehrere Kilometer erstreckt und den urbanisierten Großraum von Paris vom ländlichen Umland trennt. Nur wenige Kilometer nördlich der Gemeinde liegt der Forêt Domaniale de Saint-Germain-en-Laye.
Die Nachbarorte sind Saint-Germain-en-Laye im Nordosten, Mareil-Marly im Osten, L’Étang-la-Ville im Südosten, Saint-Nom-la-Bretèche im Südwesten und Chambourcy im Westen.

## Bevölkerung
Noch zu Beginn der 1960er Jahre hatte Fourqueux eine Bevölkerung von weniger als 1000 Einwohnern. Zu Beginn der 1970er Jahre und in den 1980er Jahren erlebte der Ort einen starken Zuzug, der die Einwohnerzahl bis zum Ende des Jahrtausends auf mehr als den vierfachen Wert ansteigen ließ. Seit den 1990er Jahren verzeichnet der Ort wieder eine leichte Abwanderung, die aber durch einen Geburtenüberschuss ausgeglichen wird, so dass insgesamt das Bevölkerungswachstum noch anhält.
| Jahr                      | 1968 | 1975  | 1982  | 1990  | 1999  | 2007  | 2015  |
| Einwohner                 | 966  | 2.029 | 1.307 | 4.053 | 4.161 | 4.204 | 3.996 |
| Quelle: Cassini und INSEE |      |       |       |       |       |       |       |

## Sehenswürdigkeiten
- Die Kirche Sainte-Croix wurde im 12. Jahrhundert errichtet, nachdem die alte Holzkirche aus dem 7. Jahrhundert, die sich an derselben Stelle befand, zerstört wurde. Die Kirche steht als Monument historique unter Denkmalschutz. In der Kirche befindet sich ein Kreuzweg des Malers Henri Marret.
- Ebenfalls als Monument historique ist die auch le Château genannte Villa Collin klassifiziert, die vom Architekten und Mitglied der Académie des Beaux-Arts Émile Vaudremer (1829–1914) an der Stelle des 1841 zerstörten Schlosses erbaut wurde und einige Kunstwerke beherbergt.
- Das Haus von Victor Hugo wurde 1836 von der Familie Hugo als Sommerresidenz bezogen, später kam es in den Besitz des Malers Henri Marret.

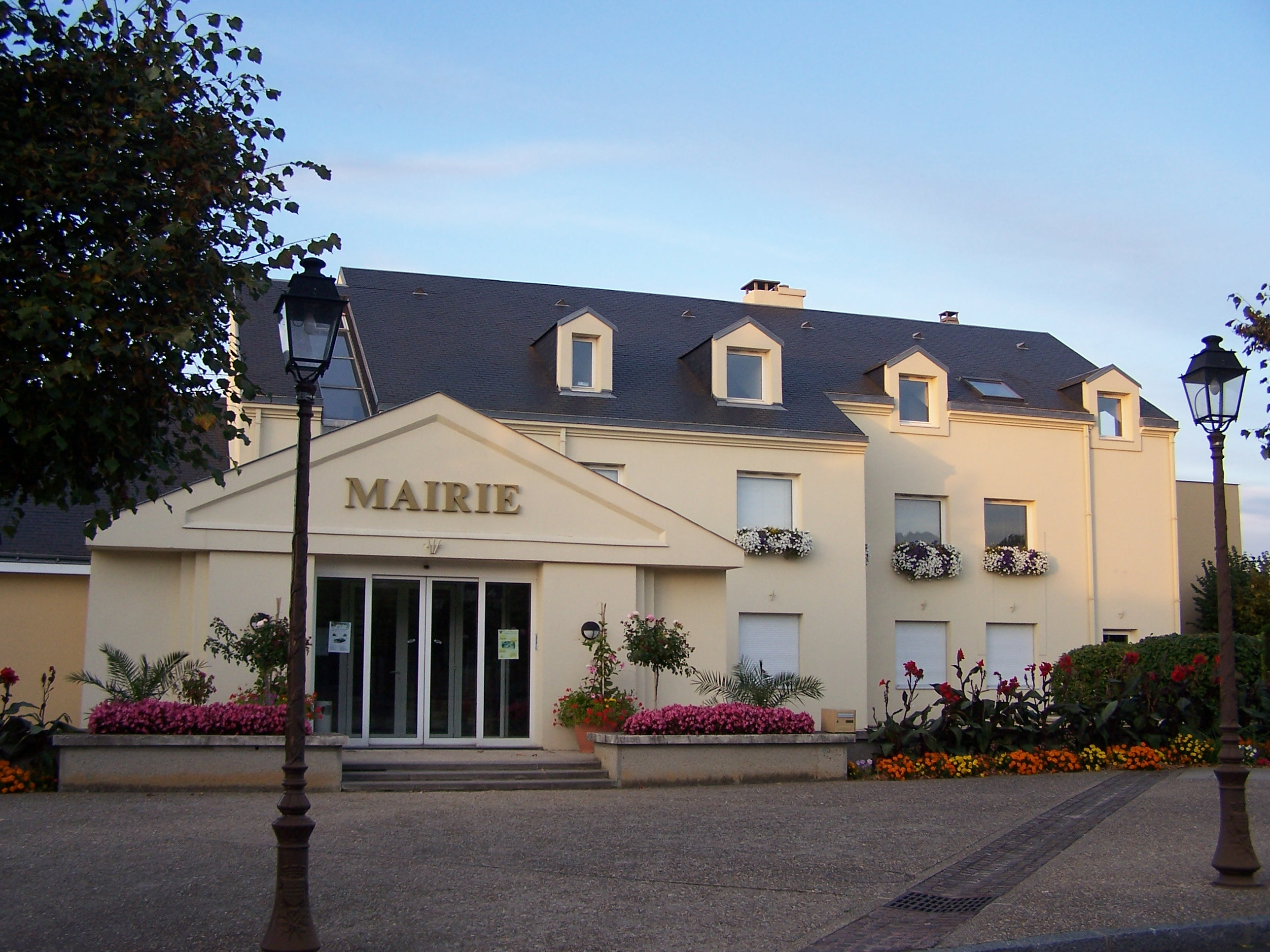
Rathaus Fourqueux
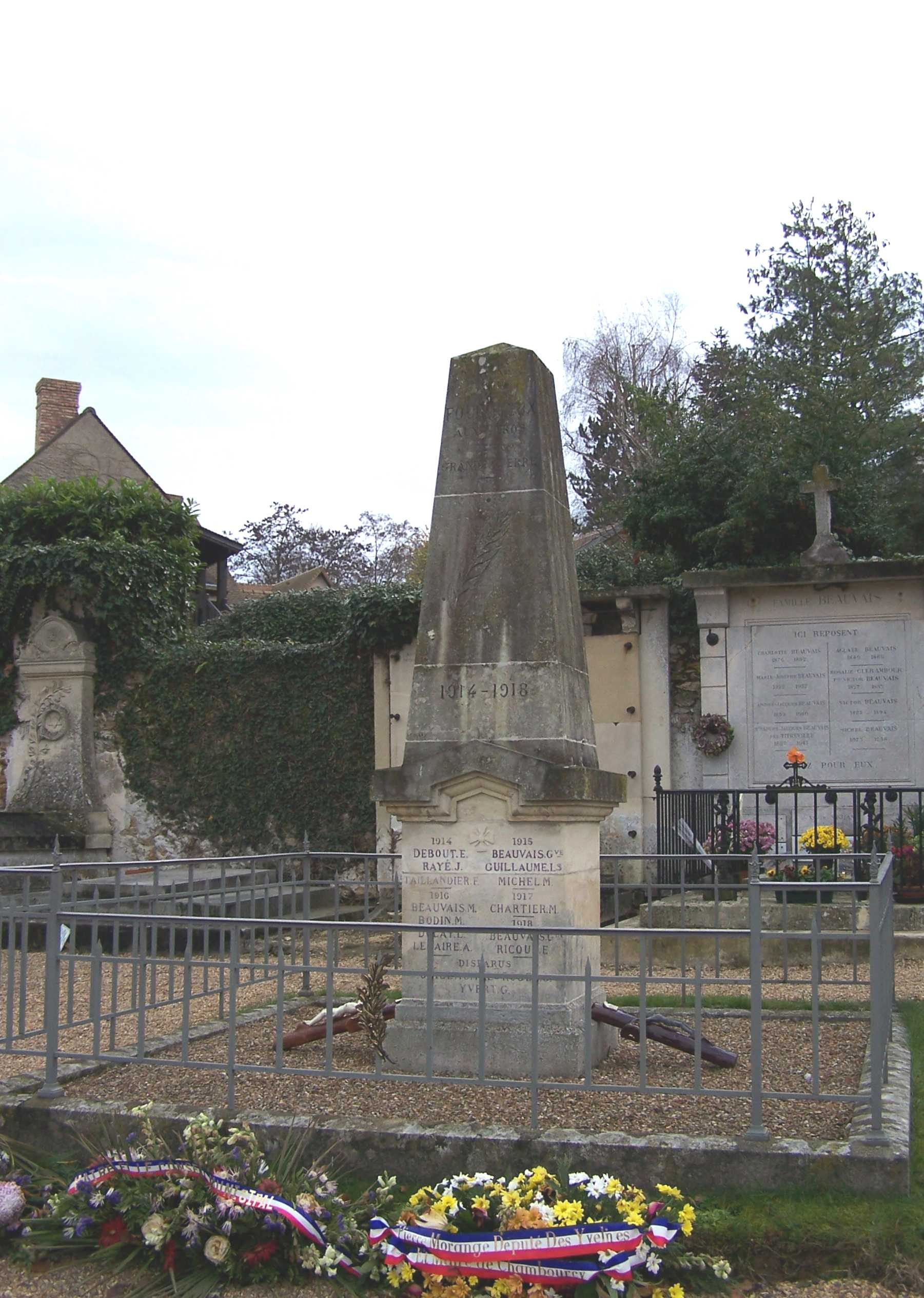
Kriegerdenkmal
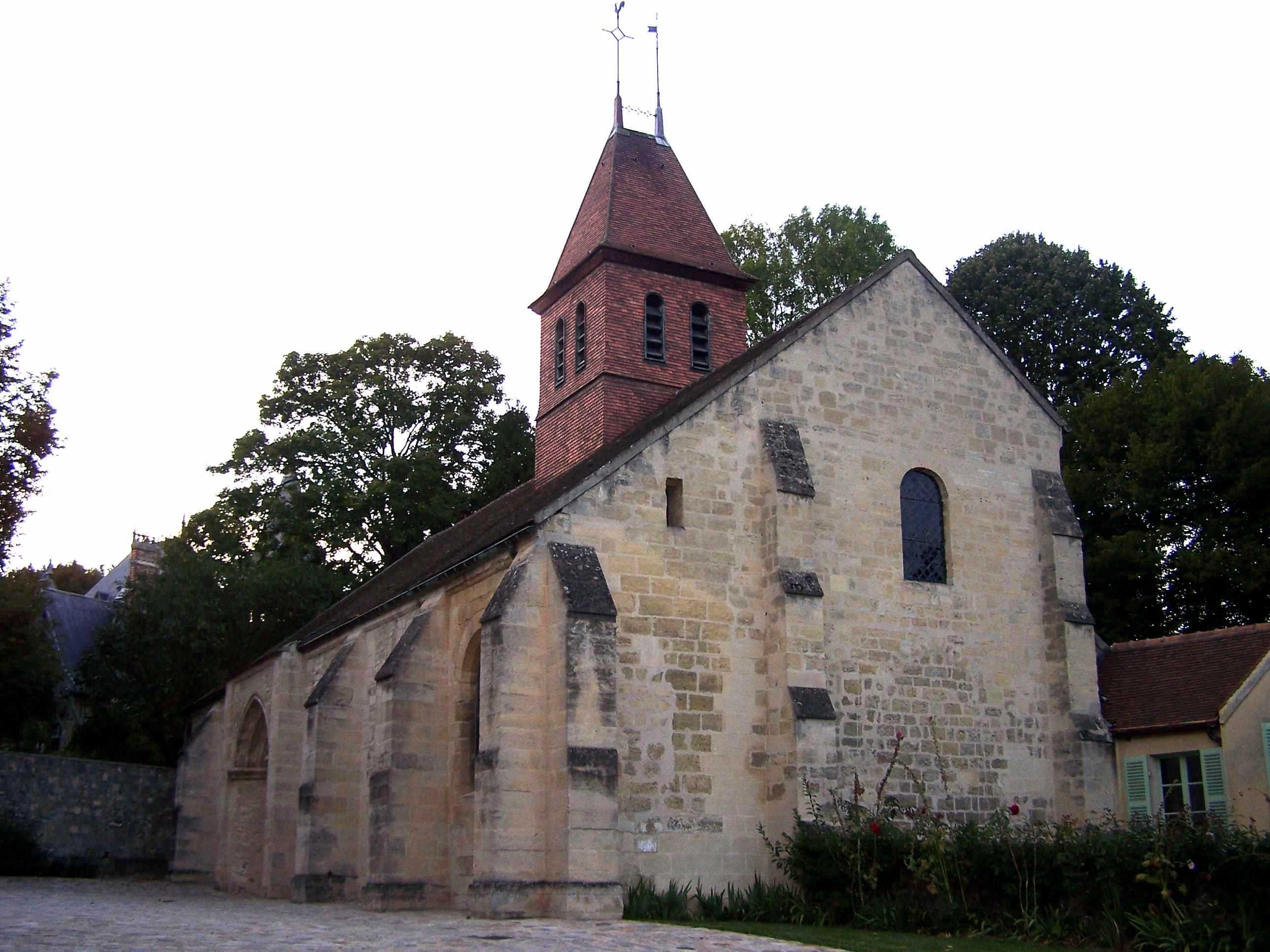
Kirche von Fourqueux

## Persönlichkeiten
- Der französische Nationalökonom und Historiker Nicolas Gustave Hubbard (1828–1888) wurde in Fourqueux  geboren.
- Victor Hugo (1802–1885) bewohnte ein Haus in Fourqueux, in dem sich auch Alexandre Dumas (1802–1870) aufhielt.
- Der Maler Henri Marret lebte in Fourqueux.